# Henry Osborne Havemeyer
Henry Osborne Havemeyer (ur. 18 października 1847 w Nowym Jorku, zm. 4 grudnia 1907 na Long Island) – amerykański przemysłowiec, założyciel American Sugar Refining Company. Razem z żoną Louisine kolekcjonował dzieła sztuki, które po jego śmierci stały się częścią zbiorów Metropolitan Museum of Art.